# Ein Pechvogel namens Otley
Ein Pechvogel namens Otley ist eine britische Filmkomödie aus dem Jahr 1969 nach einem Roman von Martin Waddell.

## Handlung
Gerald Arthur Otley ist ein harmloser Junge, der ein freies Leben führt. Sein Pech ist es, dass er auf der Suche nach einer Bleibe für die Nacht neben der Leiche eines Bekannten in dessen Wohnung angetroffen wird. Dieser Freund verdiente sein Geld mit dem Verrat von Staatsgeheimnissen und Otley steckt plötzlich mitten in einer Spionage- und Mordangelegenheit. Scotland Yard engagiert den jungen Mann, um mehr über die Hintergründe des Mordes und der Spionage zu erfahren. Das normale Leben von Gerald verändert sich zu einer Abenteuergeschichte. Von Scotland Yard erhält er die Unterstützung der Agentin Imogen, die jedoch nicht nur seine Hilfe bei der Arbeit möchte, sondern ihn gleich auch noch verführt. Sie müssen den verschwundenen Mr. Hendrickson wiederfinden. Nach aufregenden Abenteuern kann Gerald schließlich in sein normales Leben zu seiner Freundin Lin zurückkehren.

## Kritiken
„Eine gelungene, mit trockenem britischem Humor durchsetzte Agentenparodie, die mit vielen Seitenhieben auf englische Lebensgewohnheiten und mit dem ‚Swinging London‘ ihrer Entstehungszeit als Hintergrund unbeschwerte Unterhaltung bietet.“

## Auszeichnungen
Das Drehbuch wurde 1970 von der britischen Autorengilde Writers’ Guild of Great Britain als Best British Comedy Screenplay (bestes Komödiendrehbuch) ausgezeichnet.

## Belege
1. ↑  Ein Pechvogel namens Otley. In: Lexikon des internationalen Films. Filmdienst, abgerufen am 18. Januar 2024.
2. ↑  IMDb listed Awards, abgerufen am 3. Februar 2020